# Franz Ferdinand von Schaesberg
Franz Ferdinand Joseph Graf von Schaesberg (* 8. Januar 1733 in Düsseldorf; † 31. August 1759 ebenda) war Domherr in Münster.

## Leben

### Herkunft und Familie
Franz Ferdinand Joseph Graf von Schaesberg wuchs als Sohn des Johann Wilhelm von Schaesberg (1696–1768, Kanzler in Jülich und Berg) und dessen Gemahlin Rosa Veronica Magdalena von Westerholt zu Lembeck zusammen mit seinem Bruder Karl Franz in der Adelsfamilie von Schaesberg auf. Im Jahre 1705 war die Familie durch Kaiser Joseph I. in den Reichsgrafenstand erhoben worden.
Sein Alt-Großvater Johann Friedrich Freiherr von Schaesberg (1598–1671) war Statthalter des Kurfürsten Johann Wilhelm und mit Ferdinande von Wachtendonck verheiratet. So kam die Familie in den Besitz des Schlosses Krickenbeck.

### Wirken
Mit dem Erhalt der Tonsur am 31. Dezember 1747 wurde Franz Ferdinand auf ein geistliches Leben vorbereitet und erhielt im Jahr darauf von seinem Onkel Johann Friedrich eine Dompräbende in Münster, die ihm als Turnar zugefallen war. Von Juli 1753 bis August 1754 studierte er in Dijon Kanonisches Recht. Er setzte am 31. August 1759 den Domdechanten von Fürstenberg und den Domherrn von Boeselager zu Exekutoren ein. Er starb noch am gleichen Tage.